# Matterhornlauf
Der Matterhornlauf war ein Berglauf, der zwischen 1982 und 2012 in Zermatt stattfand (seit 1992 stets im August).
Die Strecke führte seit 2000 vom Bahnhof in Zermatt (1605 m ü. M.) zum Schwarzsee (2580 m.ü.M) am Fusse des Matterhorns und war 14,35 km lang. Da der Wanderweg über Kalbermatten wegen Steinschlaggefahr 2006 gesperrt wurde, wurde seitdem auf eine Alternativstrecke über 12,49 km ausgewichen, die über Furi, Zmutt und den Staffel führt.
1991 wurde anstelle des Matterhornlaufs vom 6. bis 8. September der 7. IMCR-Berglauf-Welt-Cup ausgetragen. Weltmeister wurden Jairo Correa (COL) auf der langen Männerstrecke, John Lenihan (IRL) auf der kurzen Männerstrecke, Isabelle Guillot (FRA) bei den Frauen und Ulrich Seidel (GER) bei den Junioren. Das offene Rennen gewannen Keith Anderson (GBR) und Sally Goldsmith (GBR).

## Statistik

### Streckenrekorde
Strecke bis 1999
- Männer: 54:47 min, Jonathan Wyatt (NZL), 1999
- Frauen: 1:08:53 h, Sally Goldsmith (GBR), 1988

Strecke von 2000 bis 2005
- Männer: 1:02:00 h, Jonathan Wyatt, 2003
- Frauen: 1:15:53 h, Izabela Zatorska (POL), 2003

### Siegerliste
Quelle für Ergebnisse vor 2000: Website des Veranstalters im Internet Archive

#### Seit 2006
| Datum         | Männer          | Nation             | Zeit    | Frauen                    | Nation                 | Zeit      |
| ------------- | --------------- | ------------------ | ------- | ------------------------- | ---------------------- | --------- |
| 2012          | Oqubit Berhane  | Eritrea            | 57:41,7 | Daniela Gassmann Bahr -5- | Schweiz                | 1:10:17,8 |
| 2011          | Tesfay Felfele  | Eritrea            | 58:51,0 | Sarah Tunstall            | Vereinigtes Königreich | 1:11:29,1 |
| 22. Aug. 2010 | Joseph Gray     | Vereinigte Staaten | 57:35,7 | Daniela Gassmann Bahr -4- | Schweiz                | 1:07:53,2 |
| 23. Aug. 2009 | Michael Mehari  | Eritrea            | 59:50,0 | Daniela Gassmann -3-      | Schweiz                | 1:09:23,1 |
| 24. Aug. 2008 | Timo Zeiler -2- | Deutschland        | 55:33,8 | Daniela Gassmann -2-      | Schweiz                | 1:06:44,5 |
| 19. Aug. 2007 | Timo Zeiler     | Deutschland        | 57:28,1 | Anna Pichrtová -2-        | Tschechien             | 1:05:41,4 |
| 20. Aug. 2006 | Ben Du Bois     | Australien         | 57:17,7 | Anna Pichrtová            | Tschechien             | 1:05:21,6 |

#### 2000–2005
| Datum         | Männer             | Nation                 | Zeit      | Frauen                  | Nation                 | Zeit      |
| ------------- | ------------------ | ---------------------- | --------- | ----------------------- | ---------------------- | --------- |
| 21. Aug. 2005 | Sébastien Epiney   | Schweiz                | 1:07:40,4 | Angéline Flückiger-Joly | Schweiz                | 1:18:27,7 |
| 22. Aug. 2004 | Billy Burns -2-    | Vereinigtes Königreich | 1:05:31,5 | Daniela Gassmann        | Schweiz                | 1:18:35,8 |
| 17. Aug. 2003 | Jonathan Wyatt -4- | Neuseeland             | 1:01:59,2 | Izabela Zatorska -2-    | Polen                  | 1:15:52,7 |
| 18. Aug. 2002 | Jonathan Wyatt -3- | Neuseeland             | 1:02:27,6 | Melissa Moon            | Neuseeland             | 1:18:07,2 |
| 19. Aug. 2001 | Jonathan Wyatt -2- | Neuseeland             | 1:02:41.6 | Izabela Zatorska        | Polen                  | 1:16:44.3 |
| 27. Aug. 2000 | Billy Burns        | Vereinigtes Königreich | 1:04:36.9 | Angela Mudge            | Vereinigtes Königreich | 1:17:20.3 |

#### 1982–1999
| Datum         | Männer            | Nation                 | Frauen                     | Nation                 |
| ------------- | ----------------- | ---------------------- | -------------------------- | ---------------------- |
| 29. Aug. 1999 | Jonathan Wyatt    | Neuseeland             | Tamrat Gete                | Äthiopien              |
| 30. Aug. 1998 | Martin Cox        | Vereinigtes Königreich | Heather Heasman            | Vereinigtes Königreich |
| 31. Aug. 1997 | Haile Koricho     | Äthiopien              | Anne Buckley               | Vereinigtes Königreich |
| 25. Aug. 1996 | Francisco Sánchez | Kolumbien              | Isabella Moretti -2-       | Schweiz                |
| 27. Aug. 1995 | German Fernandez  | Kolumbien              | Isabella Moretti           | Schweiz                |
| 28. Aug. 1994 | José Guerrero     | Kolumbien              | Carolina Reiber            | Schweiz                |
| 29. Aug. 1993 | Woody Schoch      | Schweiz                | Louise Fairfax             | Australien             |
| 30. Aug. 1992 | Norbert Moulin    | Schweiz                | Fabiola Rueda Oppliger -2- | Schweiz                |
| 26. Aug. 1990 | Jairo Correa -2-  | Kolumbien              | Sally Goldsmith -3-        | Vereinigtes Königreich |
| 27. Aug. 1989 | Jairo Correa      | Kolumbien              | Sally Goldsmith -2-        | Vereinigtes Königreich |
| 28. Aug. 1988 | Wolfgang Münzel   | Deutschland            | Sally Goldsmith            | Vereinigtes Königreich |
| 30. Aug. 1987 | Mike Short -2-    | Vereinigtes Königreich | Fabiola Rueda              | Kolumbien              |
| 14. Juli 1986 | Mike Short        | Vereinigtes Königreich | Elisabeth Franzis          | Deutschland            |
| 14. Juli 1985 | Robin Bryson      | Vereinigtes Königreich | Olivia Grüner -2-          | Deutschland            |
| 8. Juli 1984  | Stephan Gmünder   | Schweiz                | Olivia Grüner              | Deutschland            |
| 10. Juli 1983 | Peter Haid -2-    | Schweiz                | Martine Oppliger           | Frankreich             |
| 11. Juli 1982 | Peter Haid        | Schweiz                | Katharina Beck             | Schweiz                |

### Entwicklung der Finisherzahlen
| Jahr | Gesamt | davon Frauen |
| ---- | ------ | ------------ |
| 2010 | 449    | 104          |
| 2009 | 532    | 137          |
| 2008 | 589    | 157          |
| 2007 | 719    | 155          |
| 2006 | 668    | 169          |
| 2005 | 715    | 170          |
| 2004 | 694    | 148          |
| 2003 | 674    | 135          |
| 2002 | 661    | 124          |
| 2001 | 527    | 086          |
| 2000 | 501    | 081          |

## Fussnoten
1. ↑  Geschichte des Matterhornlaufs (Memento vom 9. August 2007 im Internet Archive)
2. ↑  Geschichte: Siegerzeiten 1982–2007 (Memento vom 23. September 2007 im Internet Archive)